# Seiji Ōsaka

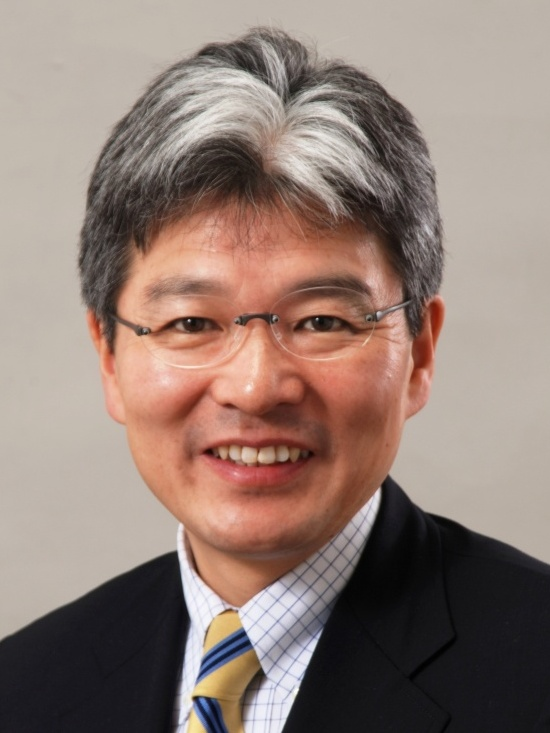
Seiji Ōsaka (2011)

Seiji Ōsaka (jap. 逢坂 誠二, Ōsaka Seiji; * 24. April 1959 in Niseko, Hokkaidō) ist ein japanischer Politiker (parteilos→DPJ→DFP→KDP), Abgeordneter im Shūgiin, dem Unterhaus des nationalen Parlaments, für den Wahlkreis Hokkaidō 8 und ehemaliger „parlamentarischen Staatssekretär“ im Ministerium für Innere Angelegenheiten und Kommunikation (Kabinett Kan (1. Umbildung) und Kabinett Kan (2. Umbildung)) und Sonderberater des Premierministers (Kabinett Hatoyama und Kabinett Kan). Zudem war er von 1994 bis 2005 Bürgermeister seiner Heimatstadt Niseko.

## Leben
Ōsaka wurde am 24. April 1959 in Niseko in Hokkaidō als Sohn von Einzelhändlern geboren. Er studierte Pharmazie an der Universität Hokkaidō und trat 1983 in die Stadtverwaltung von Niseko ein. 1984 bestand er zusätzlich die Prüfung zum Apotheker. 1994 trat er zur Wahl des Bürgermeisters von Niseko an und setzte sich ohne parteiliche Unterstützung knapp gegen den Amtsinhaber durch. 1998 und 2002 wurde er ohne Gegenkandidaten wiedergewählt. Zur Gouverneurswahl in Hokkaidō 2003 bot ihm die Demokratische Partei (DPJ) ihre Unterstützung im Falle einer Kandidatur an; Ōsaka lehnte dies jedoch ab und blieb Bürgermeister.
Bei der Unterhauswahl 2005 bat ihn der damalige DPJ-Vorsitzende Katsuya Okada um eine Kandidatur im Verhältniswahlblock Hokkaidō, woraufhin Ōsaka als Bürgermeister zurücktrat und auf dem ersten Platz der DPJ-Liste in Hokkaidō ins Unterhaus gewählt wurde. Zur Wahl 2009 wechselte er in den Wahlkreis Hokkaidō 8 und setzte sich mit 62,6 % der Stimmen gegen den LDP-Kandidaten Keishirō Fukushima (33,9 %), den Unabhängigen Kōkō Satō (23,4 %) und ein Kōfuku-jitsugen-tō-Mitglied durch. Nachdem die DPJ nach der Wahl erstmals die Regierung übernommen hatte, wurde er im Dezember 2009 im Kabinett Yukio Hatoyama zu einem der vier Sonderberater von Premierminister Yukio Hatoyama ernannt (zuständig „für Aktivierung und für die Souveränität der Regionen, regionale Verwaltungen“) und führte diesen Posten auch im darauffolgenden Kabinett Kan aus. Anschließend wurde er als „parlamentarischen Staatssekretär“ im Ministerium für Innere Angelegenheiten und Kommunikation ins zum ersten Mal und zum zweiten Mal umgebildete Kabinett Kan berufen. Nach der Ernennung von Premierminister Yoshihiko Noda wechselte Ōsaka in den Parteivorstand und wurde stellvertretender Generalsekretär.
Bei der für die DPJ verheerenden Unterhauswahl 2012 verlor er seinen Wahlkreis als Zweitplatzierter an seinen neuen LDP-Herausforderer Kazuo Maeda (Maeda 47,5 %; Ōsaka 34,1  %) und schied aus dem Parlament aus; kehrte jedoch 2014 ins Unterhaus zurück (Ōsaka 47,3 %, Maeda 44,2 %). Als die Demokratische Fortschrittspartei (DFP), die Nachfolgepartei der DPJ, kurz vor der Unterhauswahl 2017 eine Kooperation mit der konservativeren Partei der Hoffnung beschloss und auf die Nominierung eigener Kandidaten verzichtete, trat Ōsaka am 3. Oktober 2017 der Konstitutionell-Demokratischen Partei (KDP), einer DFP-Abspaltung von Yukio Edano, bei. Er kandidierte jedoch ohne Parteinominierung in seinem Wahlkreis und wurde mit 55,4 % der Stimmen wiedergewählt; die KDP nominierte ihn anschließend nach. Im Januar 2019 wurde er zum Vorsitzenden des politischen Forschungsrates der KDP ernannt und blieb bis zur Gründung der „neuen“ KDP 2020 im Amt. Als Kandidat der „neuen“ KDP gewann er Hokkaidō 8 bei den Unterhauswahlen 2021 und 2024 jeweils mit absoluter Mehrheit.